# Heteropoda kuekenthali
Heteropoda kuekenthali är en spindelart som beskrevs av Pocock 1897. Heteropoda kuekenthali ingår i släktet Heteropoda och familjen jättekrabbspindlar. Inga underarter finns listade i Catalogue of Life.